# François de Joyeuse
François de Joyeuse (Carcassona, 24 de juny de 1562 – Avinyó, 23 d'agost de 1615) va ser un cardenal i arquebisbe catòlic francès.

## Biografia

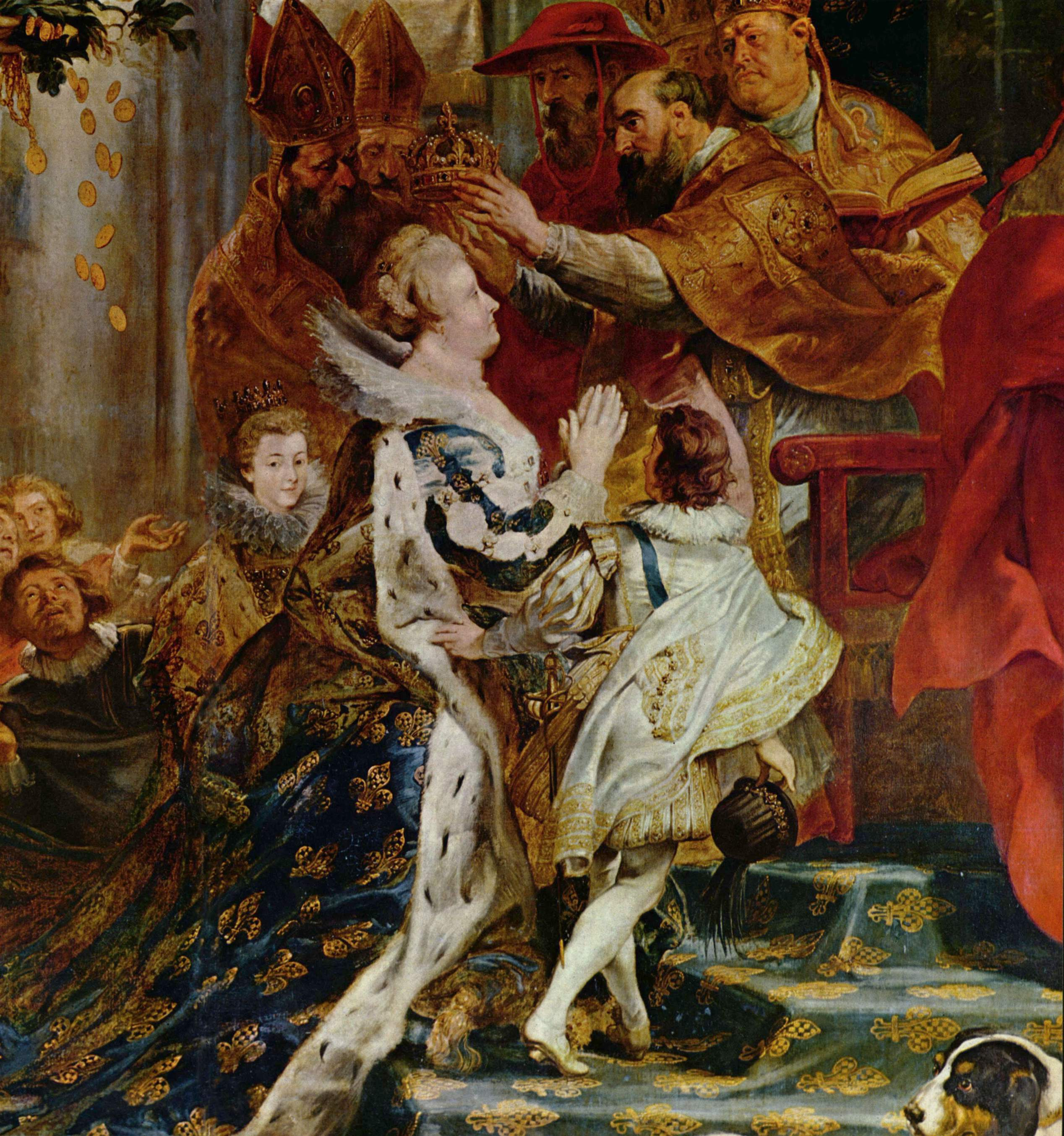
François de Joyeuse mentre corona Maria de' Mèdics el 1610, pintura de Peter Paul Rubens

Va ser el segon fill de Guillaume de Joyeuse i Marie Éléonore de Batarnay.
Era germà del duc Anne de Joyeuse i del Mariscal de França i monjo caputxí Enric de Joyeuse. A la mort dels germans ell mateix es converteix en el duc de Joyeuse.
El papa Gregori XIII el va elevar al rang de cardenal en el consistori del 12 de desembre de 1583, amb el títol de cardenal prevere de San Silvestro in Capite. El 1587 tenia en commendam el títol d'abat de l'abadia de Saint-Sernin, títol que va conservar fins a la mort.
El 1604 és promogut cardenal bisbe de Sabina i el 1611 va prendre el càrrec de Degà del Col·legi Cardenalici, que va mantenir fins a la mort.

## Conclaves
En els seus 31 anys de cardenalat, Joyeuse va participar a quatre conclaves:
- conclave de 1591, que va elegir Innocenci IX;
- Conclave de 1592, que va elegir Climent VIII;
- conclave de 1605 (març), que va elegir Lleó XI;
- conclave de 1605 (maig), que va elegir Pau V.

Va ser absent en canvi als dos conclaves de 1590 que van triar respectivament Urbà VII i Gregori XIV